# Табисти
Табисти́ (каз. Табысты) — село у складі Мактааральського району Туркестанської області Казахстану. Входить до складу Бірліцького сільського округу.
До 2000 року село називалось Соцкурилис.
Населення — 1567 осіб (2021; 1789 у 2009, 1402 у 1999, 1083 у 1989).